# Ki Corona
Ki Corona est une corona, formation géologique en forme de couronne, située sur la planète Vénus par 43,2° N et 227,8° E. Elle est localisée dans le quadrangle de Bellona Fossae. Elle a été nommée en référence à Ki, déesse sumérienne de la Terre. 

## Géographie et géologie
Ki Corona couvre une surface circulaire d'environ 300 km de diamètre. 